# Челюсти. Кровавый риф
Челюсти. Кровавый риф (англ. Something in the Water) («Нечто в воде») — британский триллер 2023 года, о группе девушек, решивших посетить удалённый остров на Карибском море. Режиссёр Хейли Истон Стрит, в главной роли Хифту Куазем. Фильм был снят в Доминиканской республике

## Описание сюжета
Две подруги-любовницы  Мег и Кайла поздно вечером на улице встречают группу девушек-хулиганок. Кайла, оскорблённая выпадами хулиганок на тему однополых отношений, показывает девушкам неприличный жест, они набрасываются на подруг, сбивают Мег с ног и пинают её ногами.
Год спустя, Мег приезжает на Карибское море, где собирается с подругами Лиззи, Рут и Камиллой (Кам) отметить свадьбу Лиззи с Домиником, братом Камиллы. К негодованию Мег в аэропорту её встречает Кайла, которую Мег так и не простила за тот случай.
На следующий день после вечеринки, Кам нанимает катер, чтобы посетить с подругами необитаемый остров. Высадив Кайлу и Мег на берег, подруги отплывают от берега, уводя лодку на другую сторону острова, чтобы дать подругам возможность поговорить наедине и примириться.
Однако примирения не получается, Мег и Кайла решают соврать девушкам, что они примирились. Идя по берегу, они доходят до места, где отдыхают их подруги. Они радуются их примирению. Внезапно акула кусает за ногу Рут, нанося ей тяжёлую рану. Девушки переносят подругу в катер и спешат обратно, но запаниковавшая Лиззи ведёт катер сликом быстро, судно натыкается на риф и тонет. Выясняется, что Лиззи не умеет плавать, а спасательный жилет всего один на катер. Девушки надевают жилет на Рут, и пытаются вплавь достичь берега.  Появляется акула, привлёчённая кровью Рут. Рут истекает кровью до смерти, девушки передают её жилет Лиззи. Кайла решает плыть в одиночку до берега за помощью, Кам и Мег остаются с Лиззи. Они рассказывают Мег, что в день нападения, Кайла собиралась сделать предложение Мег.
Появляется акула и задевает Кам, из раны течёт кровь. Жертвуя собой, Кам отплывает в сторону и погибает в зубах акулы. Наступает ночь и волнение на море, измученная Мег погружается в сон. Проснувшись утром, она обнаруживает на себе жилет, очевидно, что Лиззи пожертвовала собой, ради неё. На этот раз появляются две акулы. Отвлекая их внимание, Мег отбрасывает окровавленный жилет, доплывает до небольшого выступа на коралловом рифе и ждёт помощи. Однако начинается прилив, убежище неминуемо скрывается под водой. Появляется Кайла на спасательном катере. Мег, удаётся снова отвлечь акул и доплыть до катера, Кайла успевает выдернуть подругу едва ли не из пасти акул. Девушки решают возвратиться домой вместе, разделяя общую психологическую травму.    

## В ролях
- Хифту Куазем — Мег
- Натали Митсон — Кайла
- Лорен Лайл — Лиззи
- Николь Рицу-Сецуко — Камилла (Кам)
- Элуиз Шекспир-Харт — Рут
- Гэбриэл Превост-Такахаши — Доминик[5]

## Критика
Фильм получил смешанные отзывы. Кэтрин Брэй из The Guardian дала фильму четыре звезды и отметила, что : «...зрители понадеявшиеся на потоки откровенного насилия, могут быть разочарованы», но присутствует «забавное напряжение между симпатичными персонажами, которые оказываются втянутыми в кошмарный сценарий»
Дональд Кларк из The Irish Times дал фильму негативный отзыв, отметив: «Характеристика настолько слабая, а диалоги настолько неуклюжие, что фильм больше похож на один из тех фильмов ужасов о серфинге 1960-х годов [...], в которых зрителям предлагалось поразмышлять о том, какой из обитателей пляжа заслуживает того, чтобы его съели первым».
По состояию на июнь 2024 года фильм получил рейтинг в 42% на сайте Rotten Tomatoes.